# Lord-lieutenant du Sussex de l'Ouest
Le lord-lieutenant du Sussex de l'Ouest est le représentant personnel du monarque britannique dans le comté cérémoniel du Sussex de l'Ouest. Cet office est créé en même temps que le comté, le 1er avril 1974.

## Liste des lords-lieutenants du Sussex de l'Ouest
- 1974-1975 : Bernard Fitzalan-Howard, précédemment lord-lieutenant du Sussex[1]
- 1975-1990 : Lavinia Fitzalan-Howard[2]
- 1990-1994 : Charles Gordon-Lennox[3]
- 1994-1999 : Philip Ward (en)[4]
- 1999-2008 : Hugh Wyatt (en)
- depuis 2008 : Susan Pyper